# Natalie Buchholz
Natalie Buchholz (* 1977 in Frankreich, Schiltigheim, Elsass) ist eine deutsch-französische Autorin.

## Leben
Buchholz wurde in Schiltigheim im Elsass geboren. Sie studierte Kulturwissenschaften und Ästhetische Praxis an der Universität Hildesheim und an der Universität Aix-Marseille. Sie lebt in München.

## Bücher
- Der rote Swimmingpool. Hanser Berlin Verlag, Berlin, 2018, ISBN 978-3446259096
- Unser Glück. Penguin Verlag, München 2022, ISBN 978-3328601883
- Grand-papa. Penguin Verlag, München 2024, ISBN 978-3328602170

## Jugendbücher
- PS. Du bist die Beste!, Band 1, arsEdition, München, 2021, ISBN  978-3845839349
- PS. Du bist genau richtig!, Band 2, arsEdition, München 2023,  ISBN  978-3845850894
- PS. Du bist meine Heldin!, Band 3, arsEdition, München 2024, ISBN 978-3845856186
- PS. Du bist immer für mich da!, Band 4, arsEdition, München 2024, ISBN 978-3845857039
- PS. Du bist ein Traum!, Band 5, arsEdition, München 2025, ISBN 978-3845862057
- PS. Du bist ein Geschenk!, Band 6, arsEdition, München 2025, ISBN 978-3845862071